# ويليام براون (لاعب كريكت أسترالي)
ويليام براون (1807 - 28 أغسطس 1859 في أستراليا) (بالإنجليزية: William Brown)‏ هو لاعب كريكت أسترالي. لعب مع فريق تسمانيا للكريكت.

## وصلات خارجية
- ويليام براون على موقع إي آس بي آن كريك إنفو (الإنجليزية)